# Mario Monicelli
Mario Monicelli (16. maj 1915 – 29. november 2010) var en italiensk filminstruktør og manuskriptforfatter.

## Filmografi (udvalgte)

### Filminstruktør
- I ragazzi della via Paal, (1935)
- Pioggia d'estate, (1937)
- Totò cerca casa, (1949)
- Al diavolo la celebrità, (1949)
- È arrivato il cavaliere, (1950)
- Vita da cani, (1950)
- Guardie e ladri, (1951)
- Totò e i re di Roma, (1952)
- Totò e le donne, (1952)
- Le infedeli,  (1953)
- Proibito,  (1954)
- Un eroe dei nostri tempi, (1955)
- Totò e Carolina, (1955)
- Donatella, (1956)
- Il medico e lo stregone, (1957)
- Padri e figli, (1957)
- I soliti ignoti, (1958)
- Lettere dei condannati a morte, (1959)
- La grande guerra, (1959)
- Risate di gioia, (1960)
- Boccaccio '70 (1962) – (Renzo e Luciana)
- I compagni (1963)
- Alta infedeltà (1964) – (Gente moderna)
- Casanova '70 (1965)
- Le fate (1966) – (Fata Armenia)
- L'armata Brancaleone (1966)
- La ragazza con la pistola (1968)
- Capriccio all'italiana (1968) – (La bambinaia)
- Toh, è morta la nonna! (1969)
- Le coppie (1970) – (Il frigorifero)
- Brancaleone alle crociate (1970)
- La mortadella (1971)
- Vogliamo i colonnelli (1973)
- Romanzo popolare (1974)
- Amici miei, (1975)
- Caro Michele, (1976)
- Signore e signori, buonanotte, (1976)
- Un borghese piccolo piccolo, (1977)
- I nuovi mostri (1977) – (Autostop, First Aid)
- Viaggio con Anita, (1979)
- Temporale Rosy, (1980)
- Camera d'albergo, (1981)
- Il marchese del Grillo, (1981)
- Amici miei atto II, (1982)
- Bertoldo, Bertoldino e... Cacasenno, (1984)
- Le due vite di Mattia Pascal, (1985)
- Speriamo che sia femmina, (1986)
- I picari, (1988)
- La moglie ingenua e il marito malato, (1989) – (film TV)
- 12 registi per 12 città, (1989) – (Verona)
- Il male oscuro, (1990)
- Rossini! Rossini!, (1991)
- Parenti serpenti, (1992)
- Cari fottutissimi amici, (1994)
- The Royal Affair, (1995)
- Facciamo paradiso, (1995)
- Esercizi di stile, (1996) – (Idillio edile)
- Topi di appartamento, (1997)
- I corti italiani, (1997) – (Topi di appartamento)
- Panni sporchi, (1999)
- Un amico magico: il maestro Nino Rota, (1999) -
- Come quando fuori piove, (2000) – TV
- Un altro mondo è possibile, (2001)
- Lettere dalla Palestina, (2002)
- Firenze, il nostro domani, (2003)
- Le rose del deserto, (2006)
- Vicino al Colosseo... c'è Monti, (2008)

### Manuskriptforfatter
- II ragazzi della via Paal, (1935)
- Pioggia d'estate, (1937)
- La granduchessa si diverte, (1940)
- Brivido, (1941)
- La donna è mobile, (1942)
- Cortocircuito, (1943)
- Il sole di Montecassino, (1945)
- Aquila nera, (1946)
- Gioventù perduta, (1947)
- La figlia del capitano, (1947)
- Il corriere del re, (1947)
- Follie per l'opera, (1948)
- I Miserabili, (1948)
- L'ebreo errante, (1948)
- Il cavaliere misterioso, (1948)
- Accidenti alla guerra!..., (1948)
- Totò cerca casa, (1949)
- Il lupo della Sila, (1949)
- Il conte Ugolino, (1949)
- Al diavolo la celebrità, (1949)
- Come scopersi l'America, (1949)
- Follie per l'opera, (1949)
- È arrivato il cavaliere, (1950)
- Il brigante Musolino, (1950)
- Botta e risposta, (1950)
- L'inafferrabile 12, (1950)
- Vita da cani, (1950)
- Soho Conspiracy, (1950)
- Vendetta... sarda, (1951)
- Totò e i re di Roma, (1951)
- Tizio, Caio, Sempronio, (1951)
- È l'amor che mi rovina, (1951)
- Core 'ngrato, (1951)
- Il tradimento, (1951)
- Accidenti alle tasse!!, (1951)
- Amo un assassino, (1951)
- Guardie e ladri, (1951)
- Totò e le donne, (1952)
- Totò a colori, (1952)
- Cinque poveri in automobile, (1952)
- Cani e gatti, (1952)
- Un turco napoletano, (1953)
- Il più comico spettacolo del mondo, (1953)
- Cavalleria rusticana, (1953)
- Le infedeli, (1953)
- Perdonami, (1953)
- Giuseppe Verdi, (1953)
- Violenza sul lago, (1954)
- Guai ai vinti, (1954)
- Proibito, (1954)
- Totò e Carolina, (1955)
- Un eroe dei nostri tempi, (1955)
- Donatella, (1956)
- La donna più bella del mondo, (1955)
- Il medico e lo stregone, (1957)
- Padri e figli, (1957)
- I soliti ignoti, (1958)
- Ballerina e Buon Dio, (1958)
- La grande guerra, (1959)
- Risate di gioia, (1960)
- A cavallo della tigre, (1961)
- Boccaccio '70, (1962) – (Renzo e Luciana)
- Frenesia dell'estate, (1963)
- I compagni, (1963)
- Casanova '70, (1965)
- I nostri mariti, (1966) – (Il Marito di Olga)
- L'armata Brancaleone, (1966)
- Toh, è morta la nonna!, (1969)
- Brancaleone alle crociate, (1970)
- Le coppie, (1970)
- Vogliamo i colonnelli, (1973)
- Romanzo popolare, (1974)
- Gran bollito, (1977)
- Un borghese piccolo piccolo, (1977)
- Temporale Rosy, (1980)
- Camera d'albergo, (1981)
- Il marchese del Grillo, (1981)
- Amici miei atto II, (1982)
- Bertoldo, Bertoldino e... Cacasenno, (1984)
- Le due vite di Mattia Pascal, (1985)
- Speriamo che sia femmina, (1986)
- I Picari, (1988)
- Il male oscuro, (1990)
- Rossini! Rossini!, (1991)
- Parenti serpenti, (1992)
- Cari fottutissimi amici, (1994)
- Facciamo paradiso, (1995)
- Panni sporchi, (1999)
- Un amico magico: il maestro Nino Rota, (1999)
- Come quando fuori piove, (2000) – TV
- Le rose del deserto, (2006)
- Vicino al Colosseo... c'è Monti, (2008)